# Кирилишин Ігор Климентійович
І́гор Климе́нтійович Кирили́шин — підполковник Збройних сил України.

## З життєпису
У часі російсько-української війни — в складі спецпідрозділу «Сокіл», командир загону.
Станом на листопад 2016-го — начальник відділу швидкого реагування, ГУНП в Тернопільській області. З дружиною та дочкою проживають в Тернополі.

## Нагороди
19 липня 2014 року — за особисту мужність і героїзм, виявлені у захисті державного суверенітету та територіальної цілісності України, вірність військовій присязі під час російсько-української війни, відзначений — нагороджений орденом Данила Галицького.